# Campionati asiatici di badminton a squadre
I Campionati asiatici di badminton a squadre  sono una competizione sportiva organizzata dalla Badminton Asia (BA) , in cui si assegnano i titoli asiatici nella gara a squadre maschile e in quella femminile.
I primi campionati asiatici di badminton a squadre furono organizzati nel 2016 e si svolgono con cadenza biennale.

## Edizioni
| Anno | Città      | Nazione             |
| ---- | ---------- | ------------------- |
| 2016 | Hyderabad  | India               |
| 2018 | Alor Setar | Malaysia            |
| 2020 | Manila     | Filippine           |
| 2022 | Selangor   | Malaysia            |
| 2024 | Selangor   | Malaysia            |
| 2026 | Dubai      | Emirati Arabi Uniti |

## Medagliere
| Posiz. | Nazione       | Oro | Argento | Bronzo | Totale |
| ------ | ------------- | --- | ------- | ------ | ------ |
| 1      | Indonesia     | 4   | 1       | 2      | 7      |
| 2      | Giappone      | 2   | 2       | 4      | 8      |
| 3      | Cina          | 2   | 2       | 0      | 4      |
| 4      | Malaysia      | 1   | 2       | 3      | 6      |
| 5      | India         | 1   | 0       | 2      | 3      |
| 6      | Corea del Sud | 0   | 2       | 6      | 8      |
| 7      | Thailandia    | 0   | 1       | 2      | 3      |
| 8      | Singapore     | 0   | 0       | 1      | 1      |
| Totale | Totale        | 10  | 10      | 20     | 40     |